# 89 a. C.
El año 89 a. C. fue un año del calendario romano prejuliano. En el Imperio romano, fue conocido como el año 665 Ab Urbe condita.

## Acontecimientos
- Se produce la batalla de Asculum que enfrenta a las tropas romanas, comandadas por Pompeyo Estrabón, contra los aliados picenos rebeldes de la ciudad de Ascoli, en el marco de la guerra Social,
- Se imprime el bronce de Ascoli, que recoge los nombres de los jinetes del escuadrón de caballería turma Sallvitana en Salduie (más tarde Cæsaraugusta, hoy Zaragoza, en España) y que recibieron por decreto de Cneo Pompeyo Estrabón la ciudadanía romana[1] como premio por luchar en la batalla de Asculum.
- Tienen lugar batalla del Lago Fucino, enfrentamiento militar que tuvo lugar en el marco de la guerra Social, entre un ejército romano y una fuerza compuesta por los socii itálicos (aliados) rebeldes.
- A través de la Lex Plautia Papiria es otorgada la plena ciudadanía romana a todos los itálicos residentes al sur del río Po, tras la guerra Social.
- Batalla del monte Escorobas, enfrentamiento militar ocurrido entre fines del año 89 o inicios del 88 entre las tropas de la República romana, dirigidas por el legado Manio Aquilio, y las del Reino del Ponto, acaudilladas por el general Arquelao, en el contexto de la primera guerra mitridática.
- La ciudad de Verona se convierte en romana.

## Fallecimientos
- Marco Emilio Escauro
- Sexto Julio César (cónsul 91 a. C.)